# 벌교동초등학교
벌교동초등학교는 대한민국 전라남도 보성군 벌교읍 벌교호동길 3(호동리)에 있었던 초등학교이다.

## 연혁
- 1950년 5월 16일 벌교북국민학교 호동분교장 인가
- 1953년 4월 1일 벌교동국민학교 승격
- 1984년 3월 7일 병설유치원 인가
- 1996년 3월 1일 벌교동초등학교로 개칭
- 1999년 9월 1일 폐교(벌교초등학교로 통합)